# 德米特里·阿米拉瓦里

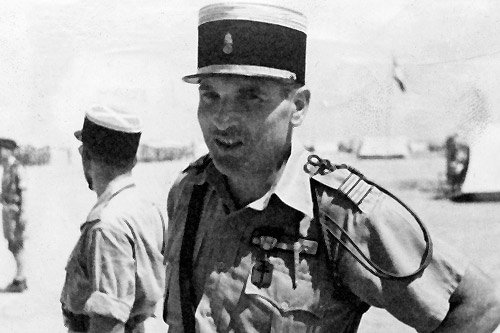
德米特里·阿米拉瓦里

德米特里·阿米拉瓦里王子（格鲁吉亚语：დიმიტრი ამილახვარი，法语：Dimitri Amilakvari；1906年10月31日—1942年10月24日）是法国外籍军团中校，是法国抵抗运动的领导者之一。

## 生平

### 早年
德米特里·阿米拉瓦里出生在格鲁吉亚的阿米拉瓦里王室，这个家族长期掌握格鲁吉亚骑兵元帅（Master of the Horse）的要位，并在俄罗斯帝国统治格鲁吉亚期间也保留了他们的头衔和相当的权势。德米特里的祖父伊凡·阿米拉瓦里曾是帝俄军队内部有威望的将军。德米特里的父亲也在俄国军队服役，并官至上校。
德米特里和他的家人在苏维埃俄国占领格鲁吉亚后，举家流亡到奥斯曼帝国的君士坦丁堡。阿米拉瓦里在当地的英童学校读书，并在1922年移民到了法国。
1924年，阿米拉瓦里考入圣西尔军校；1926年毕业后以少尉军阶被安排到外籍军团，并在同时升为中尉。阿米拉瓦里被派遣到法属北非为军团效力，并参与了1932～1933年间所有在摩洛哥南部沙漠进行的重要军事行动。
阿米拉瓦里在1934～1939年为一所位于阿加迪尔的法国军校的校长，并在1937年晋升为上尉。

### 第二次世界大战
德米特里·阿米拉瓦里在二战初期驻扎在阿尔及利亚，但是加入了法国远征军参加了挪威战役。法国投降以后，阿米拉瓦里投奔英国，加入了自由法国运动。他很快便带领队伍在赤道非洲、达喀尔等地参加了对抗维希法国的战斗。这意味着在短短几个月之内他从北极圈打到了赤道。
1941年，阿米拉瓦里跨过半个非洲，参加了对抗意大利的东非战役。他随后又前往叙利亚与维希法国军作战。
1942年10月，盟军发动了在北非的最后一次攻势（第二次阿拉曼战役），阿米拉瓦里在战斗中牺牲。

## 家庭
德米特里·阿米拉瓦里在1927年与伊琳娜·达迪尼结婚，她也是来自一个古老但流亡海外的格鲁吉亚贵族家庭。两人育有三个孩子，儿子乔治和欧塔尔及女儿塔玛尔。